# Liese Prokop
Liese Prokop (* 27. März 1941 in Wien als Liese Sykora; † 31. Dezember 2006 in St. Pölten) war eine österreichische Leichtathletin und Politikerin (ÖVP). Von 1981 bis 2004 war sie Landesrätin in der Niederösterreichischen Landesregierung (unter LH Siegfried Ludwig und LH Erwin Pröll), ab 1992 auch Landeshauptmann-Stellvertreterin. Sie war verantwortlich für die Bereiche Soziales, Arbeitsmarkt, Familien, Jugend, Kunst/Kultur und Sport. Von 2004 bis zu ihrem Tod 2006 war sie, als erste Frau, Bundesministerin für Inneres der Republik Österreich (Bundesregierung Schüssel II).

## Leben
Liese Prokop wuchs in Korneuburg und in Tulln auf, wo sie 1959 am Gymnasium Tulln ihre Matura ablegte. Das anschließende Studium der Leibeserziehung und Biologie in Wien brach sie 1962 nach dem Tod ihres Vaters ab. Danach arbeitete sie als Jugendbetreuerin und begann ihre sportliche Laufbahn.
Sie war mit dem Trainer Gunnar Prokop seit 1965 verheiratet und Mutter von zwei Söhnen und einer Tochter, der Handballspielerin Karin Prokop. Außerdem war sie die Schwester der Leichtathletin Maria Sykora und die Tante des Skirennläufers Thomas Sykora.
Am 31. Dezember 2006 starb Liese Prokop auf dem Weg ins Krankenhaus an einem Riss der Aorta. Sie wurde am Friedhof von Siebenbrunn – zwischen Türnitz und Annaberg – begraben. In den Jahren danach war ihr Grab immer wieder Angriffen von Vandalen ausgesetzt, die ihr Grab schändeten (beispielsweise 2013 oder 2021).

## Auszeichnungen
- 1973: Sportehrenzeichen der Stadt St. Pölten
- 2001: Goldenes Komturkreuz mit dem Stern des Ehrenzeichens für Verdienste um das Bundesland Niederösterreich
- 2005: Ehrenring des Landes Niederösterreich
- Großkreuz des Gregoriusordens
- Großoffizier des Verdienstordens des Großherzogtums Luxemburg

## Sportliche Laufbahn
Bei den Olympischen Spielen 1968 in Mexiko-Stadt erreichte sie im Fünfkampf die Silbermedaille hinter der Deutschen Ingrid Mickler-Becker, nachdem sie bereits 1967 akademische Weltmeisterin im Fünfkampf bei der Universiade in Tokio geworden war. Im Jahr 1969 stellte sie einen Weltrekord mit 5352 Punkten auf und wurde in Athen Europameisterin. In diesem Jahr wurde sie auch zur Österreichischen Sportlerin des Jahres gewählt.
Die Landesrekorde der 50-fachen österreichischen Meisterin hielten zum Teil sehr lange. So wurden ihre Bestmarken im Weitsprung erst 1998 und im Kugelstoßen erst 1999 gebrochen.
Ihre sportlichen Leistungen sind im Bundessportzentrum Südstadt auf der „Wall of Fame“ und im Namen des Platzes davor „Liese-Prokop-Platz“ verewigt.

## Politische Laufbahn
Nach Beendigung der aktiven Sportlaufbahn wurde sie am 20. November 1969 Abgeordnete der ÖVP im niederösterreichischen Landtag. Sie zählte in Österreich damit zu den ersten Quereinsteigern in der Politik. Als niederösterreichische Landesrätin von 1981 bis 1992 unter Landeshauptmann Siegfried Ludwig waren vor allem Sport und Familie ihr Ressort. Ab 1992 war sie Stellvertreterin von Landeshauptmann Erwin Pröll. In dieser Funktion engagierte sie sich bei der Förderung von sportlichen und kulturellen Aktivitäten in Niederösterreich. Ihr Kabinettchef war Philipp Ita.
Nach dem überraschenden Rücktritt von Ernst Strasser als Innenminister am 10. Dezember 2004 wurde Liese Prokop am 22. Dezember 2004 von Bundespräsident Heinz Fischer auf Vorschlag von Bundeskanzler Wolfgang Schüssel als erste Frau in diesem Amt angelobt (siehe auch Bundesregierung Schüssel II). In ihre Amtszeit fiel die Durchführung der von ihrem Vorgänger begonnenen Zusammenlegung von Polizei und Gendarmerie.
Liese Prokop wurde während ihrer Amtszeit mehrmals wegen ihrer Haltung zu Menschenrechtsverletzungen und Rassismus in ihrem Amtsbereich kritisiert, insbesondere beim Fall des von vier Polizisten misshandelten Gambiers Bakary J. In ihre Amtszeit fiel auch eine umstrittene Novellierung des österreichischen Asyl- und Fremdenrechts, die von der Flüchtlingshilfe Asyl in Not, von SOS Mitmensch und zahlreichen weiteren Institutionen der österreichischen Zivilgesellschaft scharf kritisiert wurde.
Im Mai 2006 sah Prokop in einer vom Innenministerium in Auftrag gegebenen Studie den Beleg dafür, dass 45 % der Muslime in Österreich integrationsunwillig seien. Der Autor der Studie, Mathias Rohe, distanzierte sich von dieser Interpretation.
Im Oktober 2006 wurde sie wegen der Eröffnung zahlreicher Videoüberwachungsanlagen im Wahlkampf sowie der Beschaffung automatischer Kennzeichenlesegeräte für Autobahnen mit dem österreichischen Negativpreis Big Brother Award in der Kategorie „Politik“ bedacht.

## Frauenpreis und Stipendium

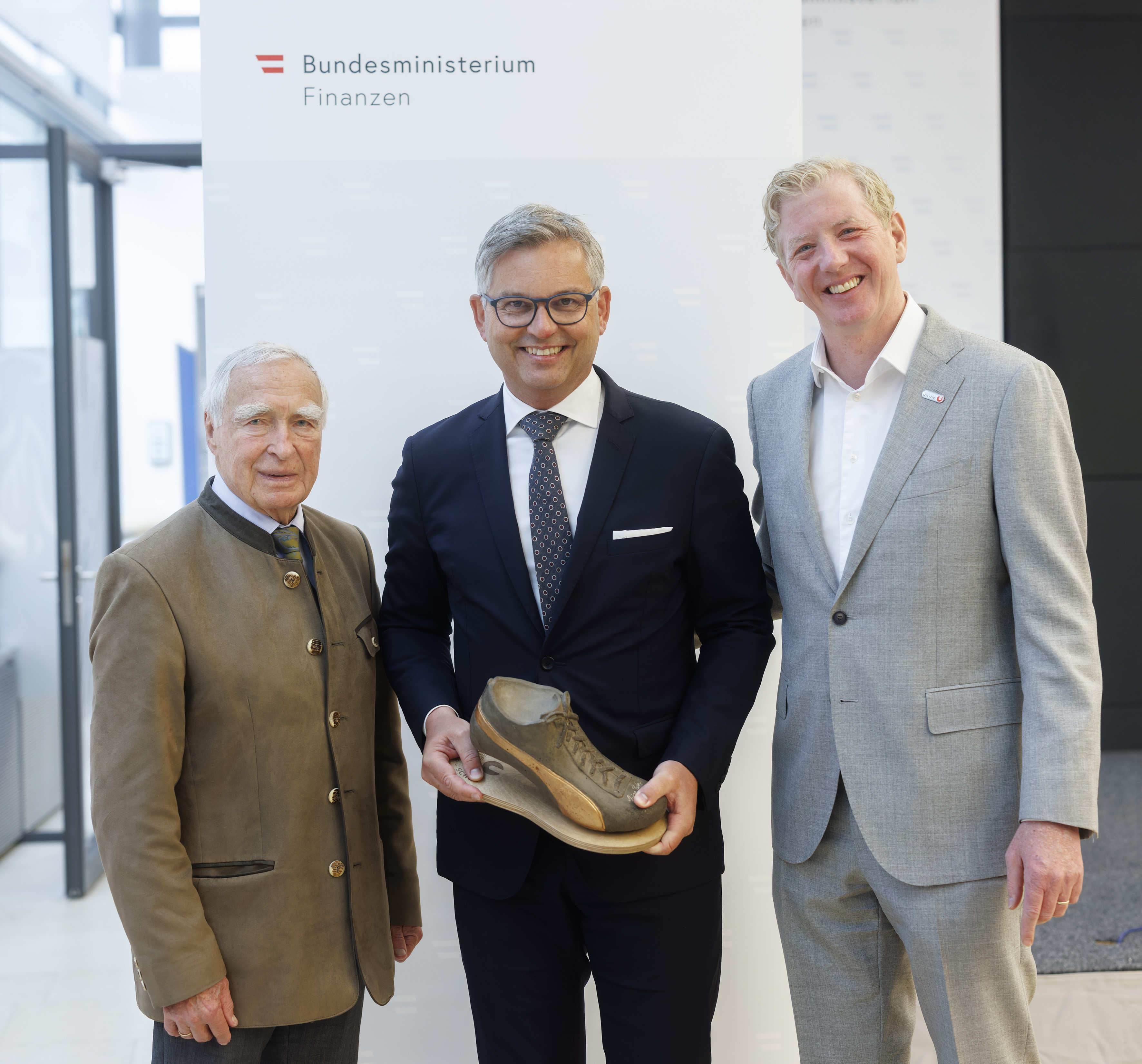
Gunnar Prokop mit Preisträger Magnus Brunner und Peter McDonald (2024)

- Mit dem Liese-Prokop-Frauenpreis werden seit 2007 in den vier Kategorien Wirtschaft / Kunst, Kultur und Medien / Wissenschaft / Soziales und Generationen jeweils drei Frauen aus Niederösterreich anerkannt und eine Frau mit einem Hauptpreis ausgezeichnet, welcher mit 10.000 Euro dotiert ist.
- Im Gedenken an Liese Prokop vergibt der Österreichische Integrationsfonds jedes Semester das Liese Prokop Stipendium an sozial bedürftige Studierende mit Migrationshintergrund, die sich im Vorstudienlehrgang oder im ordentlichen Studium befinden oder ihr im Herkunftsland absolviertes Studium in Österreich nostrifizieren lassen. Die bis zu 40 Stipendiaten erhalten 300 Euro im Monat sowie die Kosten für Vorstudienlehrgang, Studien- oder Nostrifizierungsgebühren.
- Durch die Sportunion Österreich wird seit 2023 der Ehrenpreis Liese-Prokop-Schuh verliehen.[7]
- Im Gedenken an Liese Prokop wurde das Liese Prokop Memorial, „eines der herausragendsten Sportevents in Niederösterreich, mit Leichtathletik auf Weltklasseniveau“, ins Leben gerufen, das beispielsweise 2024 bereits zum 16. Mal stattfand.[8]